# مجموعة البحث الموسيقي

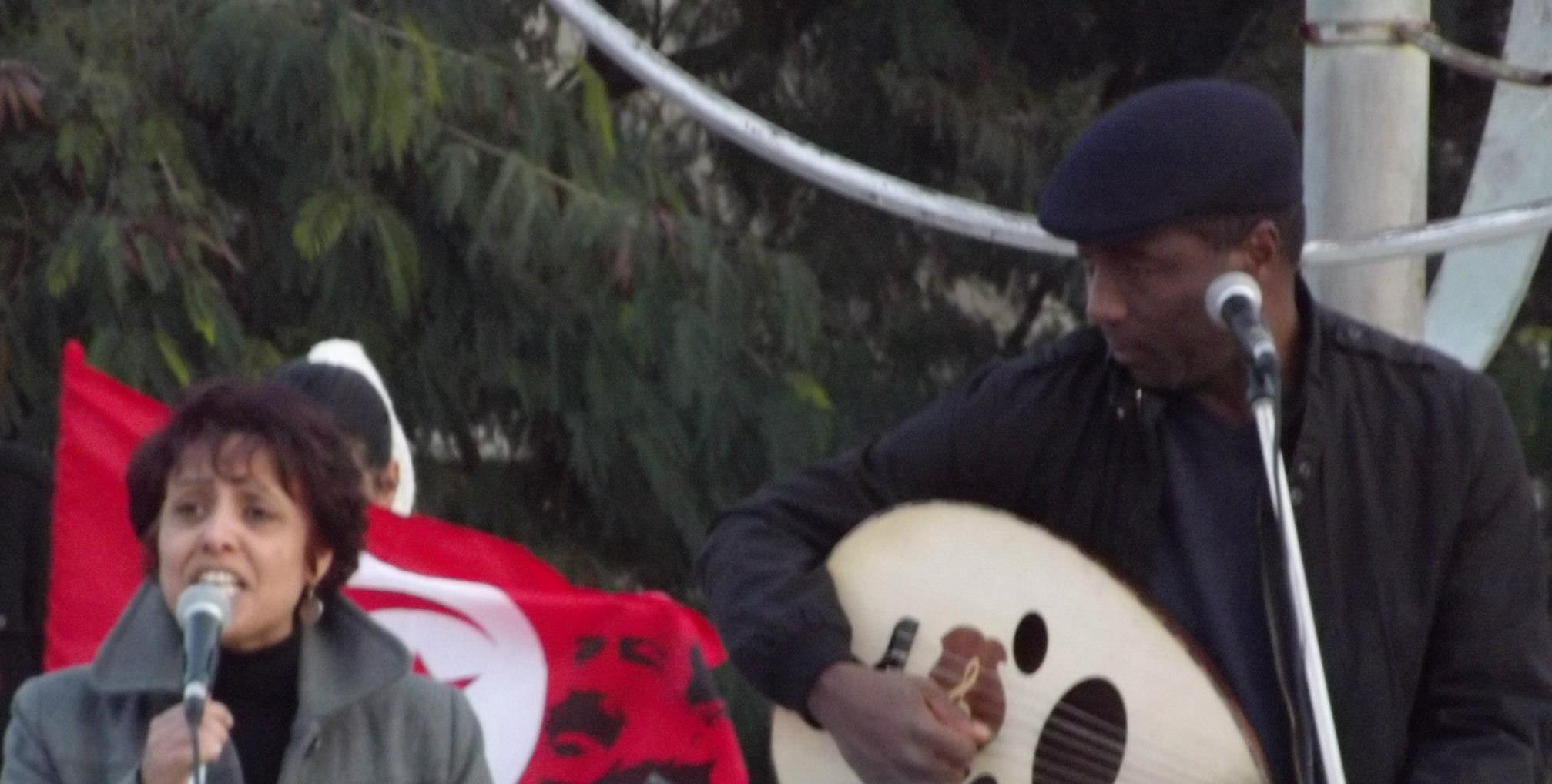
آمال وخميس خلال تظاهرة لذكرى شكري بلعيد

مجموعة البحث الموسيقي هي فرقة موسيقية ملتزمة ظهرت بمدينة قابس بالجنوب التونسي في ثمانينات القرن العشرين. ومن أشهر عناصرها آمال الحمروني. وقد كانت تحيي حفلاتها خاصة في الأوساط الطلابية والنقابية. وتحظى عموما بقبول في الأوساط اليسارية التونسية. لكن تراجع نشاطها في التسعينات نتيجة دخول البلاد في فترة من القمع، ثم أن المجموعة قد شقتها خلافات في عام 1995 أدى إلى توقفها عن النشاط، ولم تعد إلا عام 2004 بدون أن تضم كل عناصرها السابقة إذ تواصل الخلاف بينها، لتتجدد المجموعة في عام 2005 بدون آمال الحمروني.
- عاصرت هذه الفرقة فرقا موسيقية أخرى من بينها عشاق الوطن والشمس الموسيقي والحمائم البيض وأصحاب الكلمة.
- غنت هذه الفرقة لعدد من الشعراء من بينهم محمود درويش وآدم فتحي. وقد لحن لها الشيخ إمام أغنية قهرزاد من كلمات آدم فتحي.

## من أشهر أغانيها
من بين الأغاني التي أدتها هذه الفرقة :
- يوم استشهادي
- البسيسة
- الأيام فراقة
- بشرفك قلي
- هيلا هيلا يا مطر
- نخلة واد الباي
- يا أمي لا تبكي
- نشيد الانتصار
- مجردة
- جيفارا آت

## وصلة خارجية
موقع البحث الموسيقي

## إشارات مرجعية
1. ↑  نبراس شمام يكشف سرا عمره 16سنة:مجموعة البحث الموسيقي تفجرت بسبب خلاف حول قطعة ارض بحي النصر نسخة محفوظة 23 سبتمبر 2015 على موقع واي باك مشين.